# Satz von Bose
Der Satz von Bose (nach Raj Chandra Bose) ist eine Ungleichung, die in der Kombinatorik und in der endlichen Geometrie von Bedeutung ist. Sie beschreibt eine Beziehung verschiedener Parameter in einer als Blockplan bezeichneten Struktur und liefert dabei auch ein notwendiges Kriterium für deren Existenz bei einer gegebenen Parameterkombination. Das heißt, erfüllt eine Parameterkombination die Ungleichung nicht, so existiert der zugehörige Blockplan nicht.
Die Ungleichung beschreibt, in welcher Beziehung 
die Anzahl der Punkte v, 
die Anzahl der Blöcke b und 
die Anzahl r der Blöcke durch einen, also jeden Punkt 
eines {\displaystyle 2{\text{-}}(v,k,\lambda )} Blockplans stehen müssen. Sie stellt eine Verschärfung der Fisher-Ungleichung für Blockpläne mit Parallelismen dar.
Für jeden {\displaystyle 2{\text{-}}(v,k,\lambda )} Blockplan D, der einen Parallelismus besitzt, gilt:
{\displaystyle b\geq v+r-1} und {\displaystyle b=v+r-1\Leftrightarrow } {\displaystyle D} ist affin.
Gleichheit liegt also genau dann vor, wenn der Blockplan affin ist.